# Burden (filme)
Burden (prt: Burden - A Redenção; bra: Burden) é um filme estadunidense de 2018, do gênero drama, dirigido e escrito por Andrew Heckler.
Estrelado por Garrett Hedlund e Forest Whitaker, estreou no Festival Sundance de Cinema em 21 de janeiro de 2018.

## Elenco
- Garrett Hedlund ..... Mike Burden
- Forest Whitaker ..... reverendo Kennedy
- Andrea Riseborough ..... Judy
- Tom Wilkinson ..... Tom Griffin
- Tess Harper ..... Hazel
- Usher ..... Clarence Brooks
- Austin Hébert ..... Clint
- Dexter Darden ..... Kelvin Kennedy
- Anna Colwell ..... Molly
- Crystal R. Fox ..... Janice Kennedy

## Sinopse
Namorada de membro da Ku Klux Klan convence-o a mudar de vida, porém a organização racista começa a persegui-lo; seu último refúgio é uma igreja batista dirigida por um pastor negro.